# Ranunculus carinthiacus
Il ranuncolo di Carinzia (nome scientifico Ranunculus carinthiacus Hoppe, 1826) è una pianta appartenente alla famiglia delle Ranunculaceae, comune nei prati alpini di alta quota.

## Etimologia
Il nome generico (Ranunculus), passando per il latino, deriva dal greco Batrachion, e significa “rana” (è Plinio scrittore e naturalista latino, che c'informa di questa etimologia) in quanto molte specie di questo genere prediligono le zone umide, ombrose e paludose, habitat naturale degli anfibi. L'epiteto specifico (carinthiacus) si riferisce alla regione (Carinzia) nella quale sono state fatte le prime osservazioni di questa pianta.

Il binomio scientifico attualmente accettato (Ranunculus carinthiacus) è stato proposto dal micologo, botanico e naturalista tedesco David Heinrich Hoppe (1760 – 1846), in una pubblicazione del 1826.

## Descrizione
È una pianta perenne e erbacea terrestre la cui altezza media oscilla tra 5 e 40 cm. Queste piante sono definite emicriptofite scapose (H scap), ossia piante con gemme svernanti al livello del suolo e protette dalla lettiera o dalla neve. Tutta la pianta è priva di cellule oleifere.

### Radici
Le radici sono secondarie da rizoma.

### Fusto
- Parte ipogea: la parte sotterranea consiste in un breve rizoma non fibroso.
- Parte epigea: i fusti aerei di queste piante sono a portamento eretto, ascendente e a forma cilindrica. È pubescente nella parte basale.

### Foglie
- Foglie basali: le foglie basali sono picciolate, glabre (pochi peli sui bordi) ed hanno una forma palmato-partita. I vari segmenti (3) sono divisi in modo completo fino alla base e sono dentati o lobati. Dimensione del picciolo: 3 – 10 cm.
- Foglie cauline: le foglie cauline sono poche (1 – 3) a disposizione alterna. La forma è spesso ridotta a delle lacinie lineari-lanceolate; queste ultime sono 10 – 20 volte più lunghe che larghe e a volte sono ramificate.

### Infiorescenza

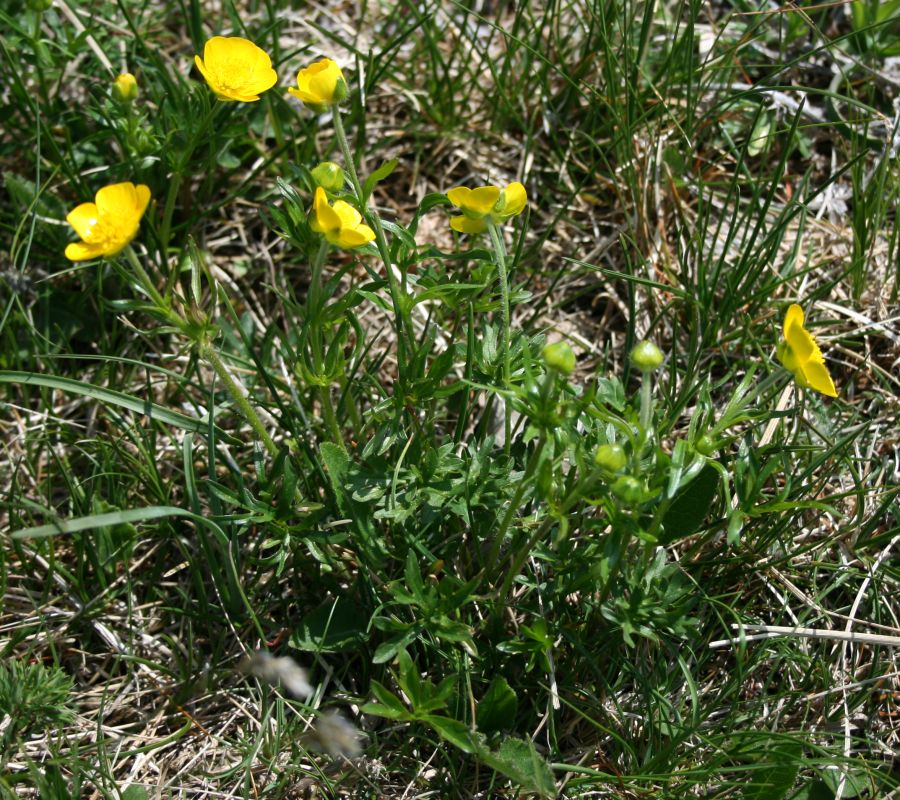
Il portamento

L'infiorescenza è composta da fiori terminali e solitari (uno per ogni peduncolo). Il peduncolo è cilindrico. 

### Fiore

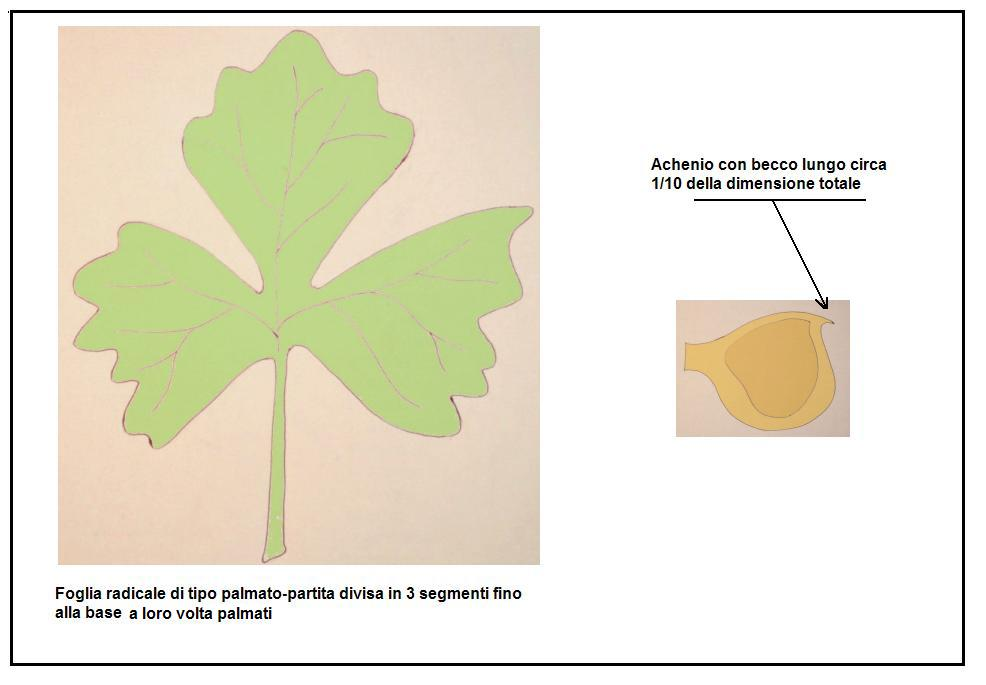
Foglia radicale - Frutto

I fiori sono ermafroditi, emiciclici, attinomorfi. I fiori sono di tipo molto arcaico anche se il perianzio(o più esattamente il perigonio) di questo fiore è derivato dal perianzio di tipo diploclamidato (tipico dei fiori più evoluti), formato cioè da due verticilli ben distinti e specifici: sepali e petali. Il ricettacolo (supporto per il perianzio) è glabro alla periferia. Dimensione del fiore: 20 – 30 mm.
- Formula fiorale: per queste piante viene indicata la seguente formula fiorale:

* K 5, C 5, A molti, G 1-molti  (supero), achenio
- Calice: il calice è formato da 5 sepali pelosi, brunastri a disposizione embricata. In realtà i sepali sono dei tepali sepaloidi[6]. Alla fioritura sono disposti in modo patente e sono appressati ai petali; poi sono caduchi. Dimensione dei sepali: larghezza 3 mm; lunghezza 7 mm.
- Corolla: la corolla è composta da 5 petali di colore giallo-dorato lucente; la forma è “cuoriforme” o oblanceolata; alla base dal lato interno è presente una fossetta nettarifera (= petali nettariferi di derivazione staminale). In effetti anche i petali della corolla non sono dei veri e propri petali: potrebbero essere definiti come elementi del perianzio a funzione vessillifera[7]. Lunghezza dei petali: 10 – 18 mm.
- Androceo: gli stami, inseriti a spirale nella parte bassa sotto l'ovario, sono in numero indefinito e comunque più brevi dei sepali e dei petali; la parte apicale del filamento è lievemente dilatata sulla quale sono sistemate le antere bi-logge, di colore giallo a doppia deiscenza laterale (o longitudinale). Al momento dell'apertura del fiore le antere sono ripiegate verso l'interno, ma subito dopo, tramite una torsione, le antere si proiettano verso l'esterno per scaricare così il polline lontano dal proprio gineceo evitando così l'autoimpollinazione. Il polline è tricolpato (caratteristica tipica delle Dicotiledoni).
- Gineceo: l'ovario è formato da diversi carpelli liberi uniovulari; sono inseriti a spirale su un ricettacolo; gli ovuli sono eretti e ascendenti. I pistilli sono apocarpici (derivati appunto dai carpelli liberi).
- Fioritura: da maggio ad agosto.

### Frutti
I frutti sono degli acheni lisci e glabri a forma ovata o subsferica; sono molto numerosi, appiattiti, compressi e con un rostro o becco apicale (lunghezza del becco: da 1/6 a 1/10 del totale). Ogni achenio contiene un solo seme. Insieme formano una testa sferica posta all'apice del peduncolo fiorale (un poliachenio). Dimensione degli acheni: circa 3 mm.

## Riproduzione
La riproduzione di questa pianta avviene per via sessuata grazie all'impollinazione degli insetti pronubi (soprattutto api) in quanto è una pianta provvista di nettare (impollinazione entomogama). La dispersione dei semi è soprattutto di tipo zoocoria.

## Distribuzione e habitat
- Geoelemento: il tipo corologico (area di origine) è Orofita / Sud – Europeo.
- Distribuzione: in Italia questa ranuncolacea è comune e si trova dalle Alpi Giulie fino alla zona del monte Grigna. Nelle altre zone alpine è presente in Slovenia, in Austria (Carinzia, Tirolo orientale, Tirolo settentrionale e Stiria), in Svizzera (Berna) e in Francia (Alta Savoia, Savoia, Hautes-Alpes e Alpes-de-Haute-Provence). Al di fuori della Alpi vere e proprie si trova nel Massiccio del Giura, Pirenei, Alpi Dinariche e Monti Balcani[8].
- Habitat: l'habitat tipico di questa pianta sono i pascoli alpini. Il substrato preferito è calcareo con pH basico, medi valori nutrizionali del terreno che deve essere mediamente umido.
- Distribuzione altitudinale: sui rilievi queste piante si possono trovare da 1000 fino a 2600 m s.l.m.; frequentano quindi i seguenti piani vegetazionali: subalpino e alpino.

### Fitosociologia
Dal punto di vista fitosociologico la specie di questa voce appartiene alla seguente comunità vegetale:
Formazione: delle comunità delle praterie rase dei piani subalpino e alpino con dominanza di emicriptofite
Classe: Elyno-Seslerietea variae
Ordine: Seslerietalia variae

## Tassonomia
Il genere Ranunculus è un gruppo molto numeroso di piante comprendente oltre 400 specie originarie delle zone temperate e fredde del globo, delle quali quasi un centinaio appartengono alla flora spontanea italiana. La famiglia delle Ranunculaceae invece comprende oltre 2500 specie distribuite su 58 generi. 

Le specie spontanee della nostra flora sono suddivise in tre sezioni (suddivisione a carattere pratico in uso presso gli orticoltori organizzata in base al colore della corolla): Xanthoranunculus – Batrachium – Leucoranunculus. La specie Ranunculus carinthiacus appartiene alla prima sezione (Xanthoranunculus) caratterizzata dall'avere la corolla gialla.

Un'altra suddivisione, che prende in considerazione caratteristiche morfologiche ed anatomiche più consistenti, è quella che divide il genere in due sottogeneri (o subgeneri), assegnando il Ranunculus carinthiacus al subgenere Ranunculus, caratterizzato da piante con fusti eretti (e quindi forniti di tessuti di sostegno), peduncoli dell'infiorescenza eretti alla fruttificazione, lamina fogliare ben sviluppata e petali gialli o bianchi (l'altro subgenere Batrachium è dedicato soprattutto alle specie acquatiche).

Il numero cromosomico di R. carinthiacus è: 2n = 16.

### Variabilità
La specie carinthiacus fa parte di un gruppo di “ranuncoli” molto polimorfo: “Gruppo di Ranunculus montanus”. Solamente in questi ultimi tempi in base alle ricerche di alcuni botanici si è potuto definire meglio i diversi caratteri morfologici, la distribuzione, ma anche i rapporti filogenetici tra le varie unità di questo gruppo basato su un'unica serie poliploide composta da 8 specie distinte (oltre al carinthiacus). Qui di seguito sono elencati i vari componenti di questo gruppo che si distinguono soprattutto per la variabilità delle foglie radicalie del frutto achenio:
- R. clethraphilus Litard. - R. montano di Corsica: è un endemismo della Corsica;
- R. montanus Willd. - R. montano: è comune su tutto l'arco alpino;
- R. pollinensis (Terr.) Chiov. - R. di pollino: si trova negli Appennini centrali e meridionali;
- R. aduncus G. & G. - R. adunco: si trova nelle Alpi Cozie e Marittime;
- R. apenninus Chiov. - R. dell'Appennino: è comune negli Appennini;
- R. breyninus Bieb. - R. orofilo di Breyne: ha una distribuzione discontinua tra le Alpi e gli Appennini;
- R. venetus Huter - R. veneto: si trova nella parte orientale delle Alpi;
- R. grenieranus Jordan - R. di Grenier: si trova nelle Alpi occidentali e centrali.

Tutte queste specie non scendono al di sotto dei 1000 m s.l.m..

#### Varietà
Nell'elenco che segue è indicata una varietà della specie di questa voce: 
- Ranunculus carinthiacus var. austroorientalis Micevski (1983)[12]: è una varietà distribuita soprattutto nell'Europa del sud-est (Macedonia).

### Ibridi
La specie di questa voce può creare un ibrido con la seguente specie:
- Ranunculus gouanii Willd. (1798)

Questo ibrido è possibile solamente nella zona dei Pirenei dato che il ranuncolo gouanii è un endemismo di tale area.

### Sinonimi
La specie di questa voce ha avuto nel tempo diverse nomenclature. L'elenco che segue indica alcuni tra i sinonimi più frequenti:
- Ranunculus arbascensis Timb.-Lagr.
- Ranunculus geraniifolius Pourr. (1936)
- Ranunculus gracilis Schleicher
- Ranunculus hornschuchii Hoppe
- Ranunculus lebrunii Chouard (1953)
- Ranunculus montanus Willd. subsp. carinthiacus Hegi (1912)
- Ranunculus rigoi Heuter
- Ranunculus velebiticus (Degen ex Gßyer) Trinajstic (1973)
- Ranunculus villarsii DC.

### Specie simili
Il “Gruppo di Ranunculus montanus” con le sue 8 specie (oltre a quella di questa voce) è senz'altro un insieme di unità molto simili e di difficile separazione; si distinguono sia per le foglie radicali (più o meno divise in lobi e glabre/pubescenti) che per quelle cauline (più o meno strette), ma anche per il becco dell'achenio più o meno lungo (caratteristica a volte di difficile rilievo).

## Usi

### Farmacia
Queste piante contengono l'anemonina; una sostanza particolarmente tossica per animali e uomini. Infatti gli erbivori brucano le foglie di queste piante con molta difficoltà e solamente dopo una buona essiccazione (erba affienata) che fa evaporare le sostanze più pericolose. Anche le api evitano di bottinare il nettare dei “ranuncoli”. Sulla pelle umana queste piante possono creare delle vesciche (dermatite); mentre sulla bocca possono provocare intenso dolore e bruciore alle mucose.

### Giardinaggio
Sono piante rustiche di facile impianto per cui spesso sono coltivate nei giardini rustici o anche alpini.